# Aloe archeri
Aloe archeri é uma espécie de liliopsida do gênero Aloe, pertencente à família Asphodelaceae.